# Edit Getova
Edit Getova (in bulgaro Едит Гетова?; Dupnica, 16 ottobre 1955 – 9 agosto 2024) è stata una cestista e politica bulgara.

## Carriera

### Pallacanestro
Con la Bulgaria disputò i Campionati europei del 1978.

### Politica
Fu viceministro dell'industria nel governo di Ivan Kostov.